# Chomet de Coëplan
 Der Chomet de Coëtplan (auch Chomet de Coëplan genannt) steht im Wald westlich von Guer, nordöstlich von Monteneuf bei Ploërmel im Département Morbihan in der Bretagne in Frankreich.
 
Der etwa 4,3 Meter hohe, 1,2 m breite und 0,6 m dicke Menhir ist der einzige stehende Stein einer kleinen Steinreihe. Die anderen Steine sind viel kleiner und umgefallen.
Die Steinreihe Pierres Droites mit 420 Menhiren und das Galeriegrab Les Bordouès liegen in der Nähe. 